# Маргарита Баденська (1431—1457)
Маргарита Баденська (нім. Margarete von Baden, 1431 — 24 жовтня 1457) — баденська маркграфиня з династії Церінгенів, донька маркграфа Бадену Якоба I та лотаринзької принцеси Катерини, перша дружина маркграфа Бранденбург-Ансбаху та Бранденбург-Кульмбаху Альбрехта III.

## Біографія
Народилась у 1431 році. Була четвертою дитиною та першою донькою в родині маркграфа Бадену Якоба I та його дружини Катерини Лотаринзької. Мала старших братів Карла, Бернгарда та Йоганна. Згодом у неї з'явились молодші брати Георг і Маркус та сестра Матильда. Мешкало сімейство у замку Гогенбаден на горі Баттерт, який Якоб перетворив на палац із більш ніж 100 кімнатами.
Втратила матір у 8-річному віці. Батько більше не одружувався.
У 15-річному віці була видана заміж за 31-річного маркграфа Бранденбург-Ансбаху Альбрехта III. Весілля відбулося 12 листопада 1446 у Пфорцгаймі. Шлюб виявився нещасливим, однак, у подружжя народилося шестеро дітей.
Померла 24 жовтня 1457 року в Ансбасі, невдовзі після того, як її чоловік став маркграфом Бранденбург-Кульмбаху. За рік Альбрехт узяв другий шлюб із Анною Саксонською.

## Родина

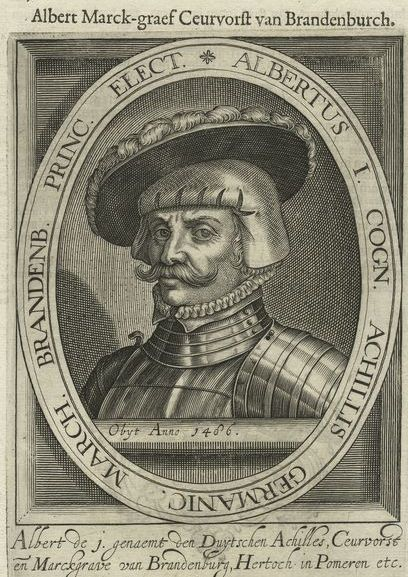
Альбрехт III на гравюрі

Чоловік —  Альбрехт III Ахілл
Діти:
- Вольфганг (нар. та пом. 1450) — помер немовлям;
- Урсула (1450—1508) — дружина герцога Мюнстенберзького Йїндржиха I з Подебрад, мала восьмеро дітей;
- Єлизавета (1451—1524) — дружина герцога Вюртембергу Ебергарда II, дітей не мала;
- Маргарита (1453—1509) — настоятелька Гофського монастиря у 1476—1490 роках;
- Фрідріх (1454—?) — помер в ранньому віці;
- Йоганн Цицерон (1455—1499) — курфюрст Бранденбургу у 1486—1499 роках, був одружений із саксонською принцесою Маргаритою, мав семеро дітей.